# MCreator
MCreatorは、スロベニアのテクノロジー企業であるPyloが開発している、MinecraftのMod、データパック、アドオン等のMOD開発オープンソースソフトウェアである。
Minecraft: Java Editionの開発言語でありMOD開発によく使われるプログラミング言語のJavaを使わずにノーコードで簡単に開発することができる。

## 概要
MCreatorという名前はMineCraftの略称MCと制作・創作の意である英単語のCreateから来ており、MinecraftのMod、アドオン、データパック、サーバープラグインなどをGUIを使って簡単に開発することができる。また、ソースコードの編集も可能。
プラグインに対応しており、非公式の機能を作成・使用することができる。例えば公式では対応していないMinecraftのバージョンやMODローダーのMODを作成する機能（ジェネレーターと呼ばれる）や、新しいプロシージャ、APIのサポートなどがある。
MCreatorで作られたMODが投稿されているMODフォーラムや、公式が毎週実施している「Mod Of The Week」（訳:今週のMOD）というコンテストも存在する。
MCreatorのローカライズは、Crowdinにてコミュニティの手により行われており、日本語にも対応している。

## 歴史
| 年     | 日付    | 出来事                             | 内容 |
| ------ | ------- | ---------------------------------- | --- |
| 2012年 | 4月1日  | MCreatorのアイデアが誕生           | MCreator の主任開発者でありPyloの創設者である Klemenが考案した。その3週間後に開発が開始された。                   |
| 2012年 | 5月1日  | 最初のバージョンが公開             | オリジナルのブロックを追加するMODを作成する機能が実装された。                                                     |
| 2012年 | 6月12日 | 最初のリリースが公開               | アイテム、道具、食料、防具、レシピ等の基本的なMOD要素が使用可能となった。                                         |
| 2012年 | 8月9日  | 最初の安定版リリースが公開         | |
| 2012年 | 9月7日  | ウェブサイトが公開                 | |
| 2013年 | 3月24日 | 最初のMODコンテストが開催          | |
| 2013年 | 4月10日 | 累計MOD作成数100万個を達成         | |
| 2013年 | 5月1日  | 初公開から１周年                   | |
| 2014年 | 9月1日  | 最初のトレーラー動画が公開         | YouTubeのPylo公式チャンネルから初のトレーラー動画が公開された。                                                   |
| 2015年 | 冬      | 最初のMOTWが発表                   | MOTWとは、「Mod Of The Week」（今週のMOD）を意味しており、MCreatorで作成された優れたMODに毎週授与される賞である。 |
| 2016年 | 5月26日 | ウェブサイトのリニューアル         | 公式ウェブサイトのリニューアルが行われ、モバイル向けの改善がなされた。                                            |
| 2017年 | 11月    | MCreator 2.0が発表                 | ユーザーインターフェースが完全に再設計され、Blocklyを使った新しいイベントシステムが実装。                         |
| 2018年 | 2月25日 | MCreator 1.7.8 リリース            | |
| 2018年 | 5月4日  | MCreator 1.7.9 リリース            | |
| 2019年 | 1月26日 | MCreator 1.8.2 リリース            | MODをArduinoやRaspberry Piと接続できる「MCreator Link」機能が実装された。                                         |
| 2019年 | 12月8日 | MCreator 2019.5 リリース           | |
| 2020年 | 1月12日 | 2020.1 の最初のスナップショット    | |
| 2020年 | 3月14日 | 2020.2 の 2 番目のスナップショット | 外部プラグインに対応し、非公式の機能を追加できるようになった。                                                    |
| 2020年 | 4月17日 | 2020.3 の最初のスナップショット    | 統合版のアドオンを作成できる機能を追加                                                                            |
| 2020年 | 6月22日 |                                    | |
| 2020年 | 9月5日  | オープンソース化                   | MCreatorの全ソースコードがGitHubに公開された。                                                                    |
| 2020年 | 9月25日 | 最初のコミュニティスナップショット | コミュニティと外部の開発者によって開発された、初めてのMCreatorのバージョン                                        |
| 2021年 | 6月2日  |                                    | |
| 2022年 | 2月25日 |                                    | |
| 2022年 | 5月1日  |                                    | |
| 2024年 | 5月1日  |                                    | |